# Врангель, Егор Ермолаевич
Барон Егор (Георгий) Ермолаевич Врангель (нем. Hans Georg Hermann von Wrangel; 1803—1868) — гвардейский офицер; действительный статский советник.

## Биография
Родился в Риге 10 (22) октября 1803 года; отец, Карл Герман фон Врангель (1773—1821), происходил из ветви дома Ludenhof.
Из Кадетского корпуса, обладая изрядным ростом, как и многие из рода Врангель, он был зачислен в Лейб-гвардии Гренадерский полк. Участвовал в русско-турецкой войне 1828—1829 гг. Особо отличился в сражении под Варной; получил ордена Св. Владимира 4-й степени, Св. Анны 3-й (30.09.1828) и 4-й степеней. Отличился также в Польском походе 1830—1831 гг.; участвовал в штурме Варшавы; был награждён Золотым оружием, Польским крестом «Virtuti Militari» и чином штабс-капитана.
Выйдя в отставку, служил чиновником для особым поручений при генерал-провиантмейстере Военного министерства, был дистанционным смотрителем Провиантского магазина; Ямбургским уездным предводителем дворянства (1853—1864), почётным мировым судьёй Ямбургского и Петергофского уездов. Его труды были отмечены: в 1839 году орденом Св. Станислава 2-й степени (императорская корона к этому ордену пожалована 12 сентября 1843 года), в 1859 году орденом Св. Анны с мечами 2-й степени. С 26 апреля 1863 года — действительный статский советник.
Богатый землевладелец Санкт-Петербургской губернии (за ним числились Губаницы, Волосово, Торосово, Терпилицы и другие) барон Врангель, управлял своими имениями и семьей в духе времени. По воспоминаниям сына, он был «не членом семьи, а её повелителем, Юпитер-Громовержец, которого боялись, но редко зрели воочию». Герцен в «Колоколе» называл Врангеля «крепостником», показавшим «усердие к службе страшными неистовством и побоями». Умер 2 (14) октября 1868 года в своём имении Терпилицы.

## Семья

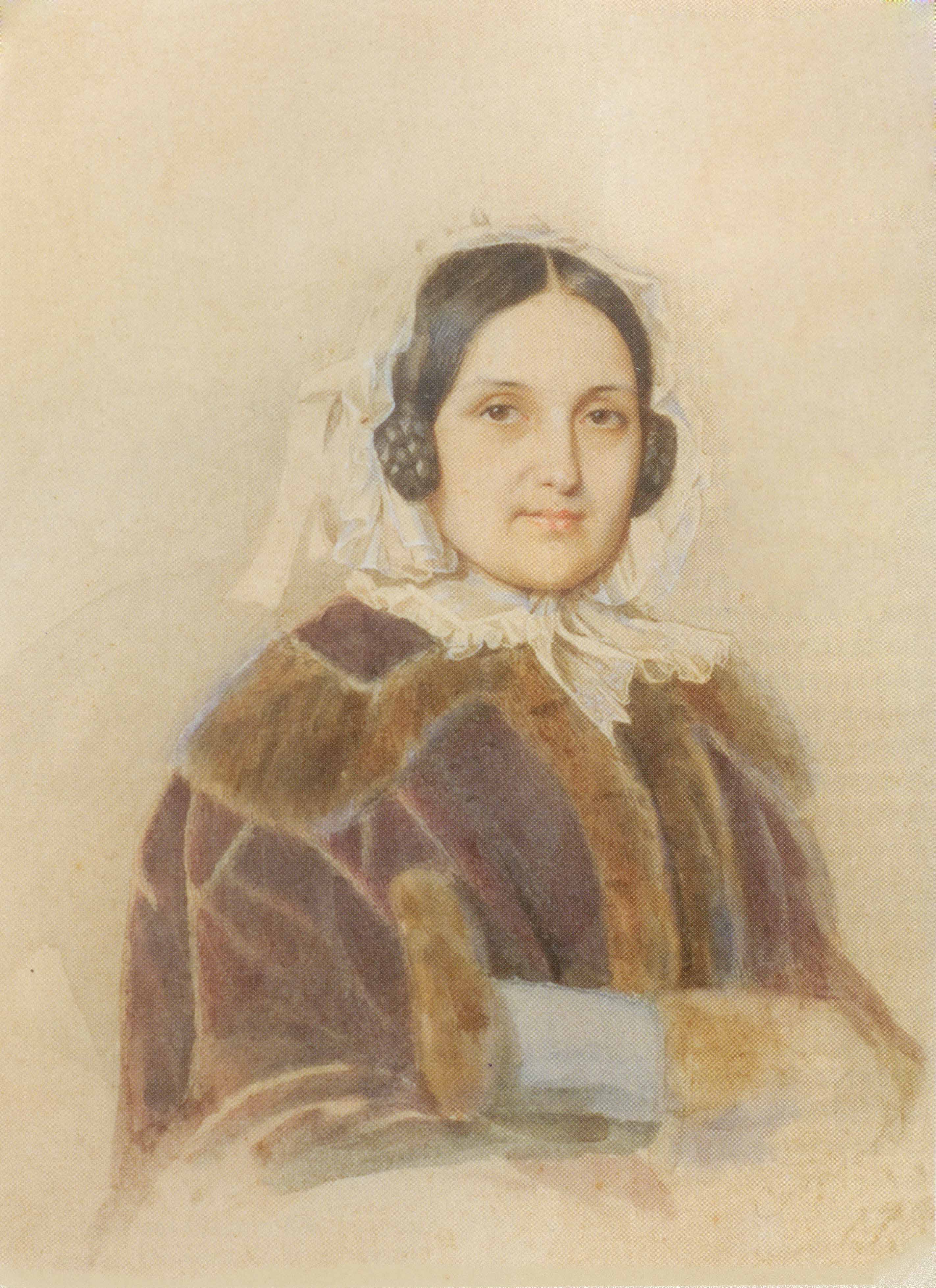
Дарья Александровна на акварели П. П. Соколова

Жена (с 13.11.1831; в Ямбурге) — баронесса Дарья (Доротея) Александровна фон Траубенберг (26.06.1807—27.08.1851), дочь Александра Ивановича Рауш фон Траубенберга от брака с Верой Адамовной Роткирх; по материнской линии приходилась троюродной сестрой А. С. Пушкину (по линии Ганнибалов). По словам сына Николая, «была женщиной редкой красоты… ангел доброты и кротости». Скончалась в Дрездене, где находилась на лечении, и была похоронена на местном Троицком лютеранском кладбище. Дети:
- Вера (1832—1915), была активной деятельницей Красного Креста, отличилась во время балканских событий[5].
- Александр (1833—1915)
- Михаил (1836—1899)
- Анастасия (1838—1899), с 1858 года замужем за бароном А. Е. Мандерштерном.
- Георгий (1842—1901)
- Доротея (1844—1914), замужем (с 30.07.1872, Висбаден) за Петром Михайловичем Обуховым.
- Николай (1847—1923)